# メンゲシュ
メンゲシュ（Mengeš, ドイツ語：Mannsburg）は、リュブリャナから15キロメートルほどに位置するスロベニアの市である。1995年にスロベニアの市になった。